# Pseudomyrmex niger
Pseudomyrmex niger es una especie de hormiga del género Pseudomyrmex, subfamilia Pseudomyrmecinae.

## Historia
Esta especie fue descrita científicamente por Donisthorpe en 1940.